# Белиця (Караджичка)
Белиця (мак. Белица) — річка, що бере початок біля підніжжя гори Караджиця. Проходить через однойменне село і впадає в річку Треску.
Довжина річки 5 кілометрів. У той же час це найкоротша та найповноводна річка Македонії.

## Галерея

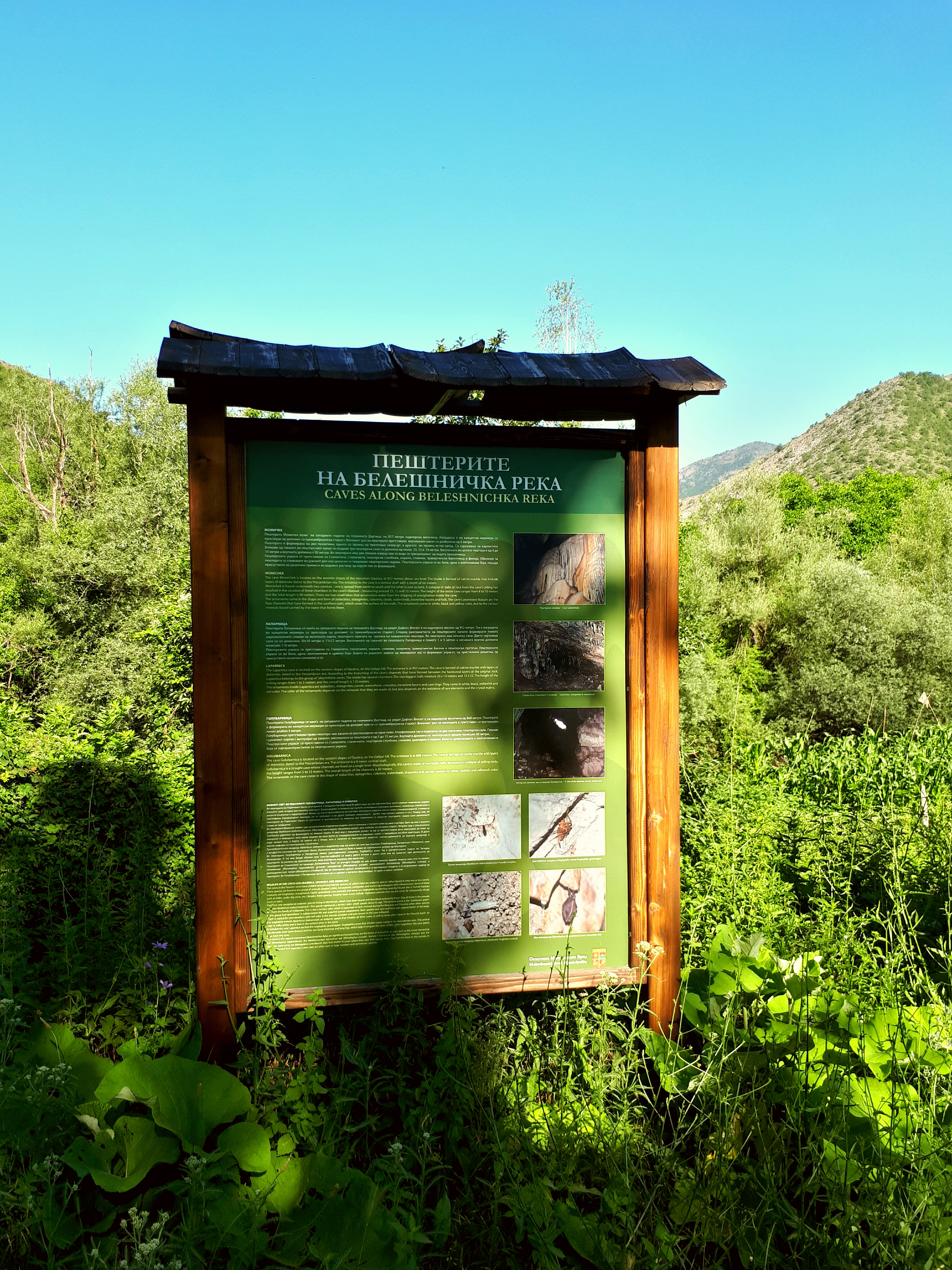
Інформаційна дошка про річку
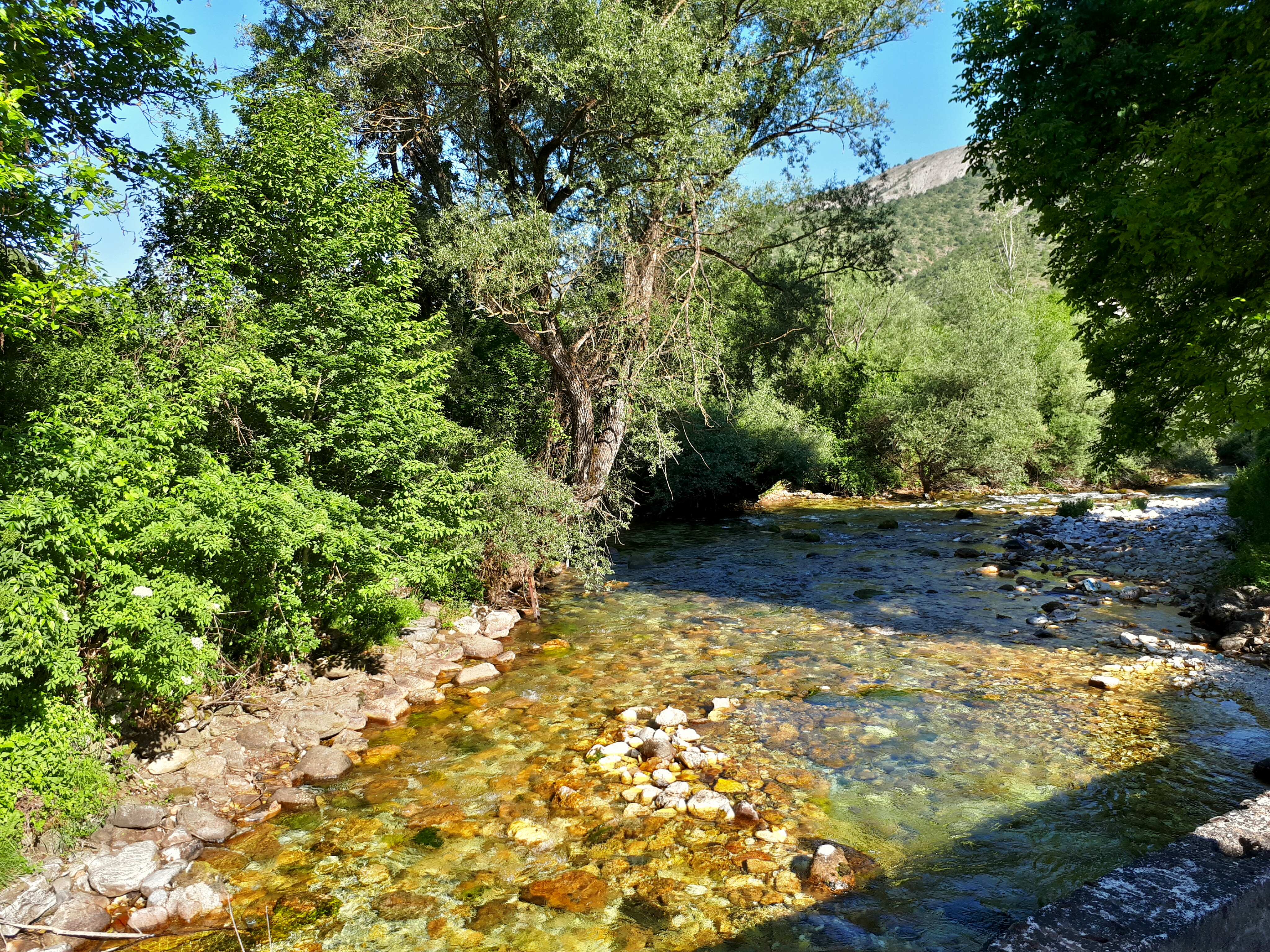
Вид на річку
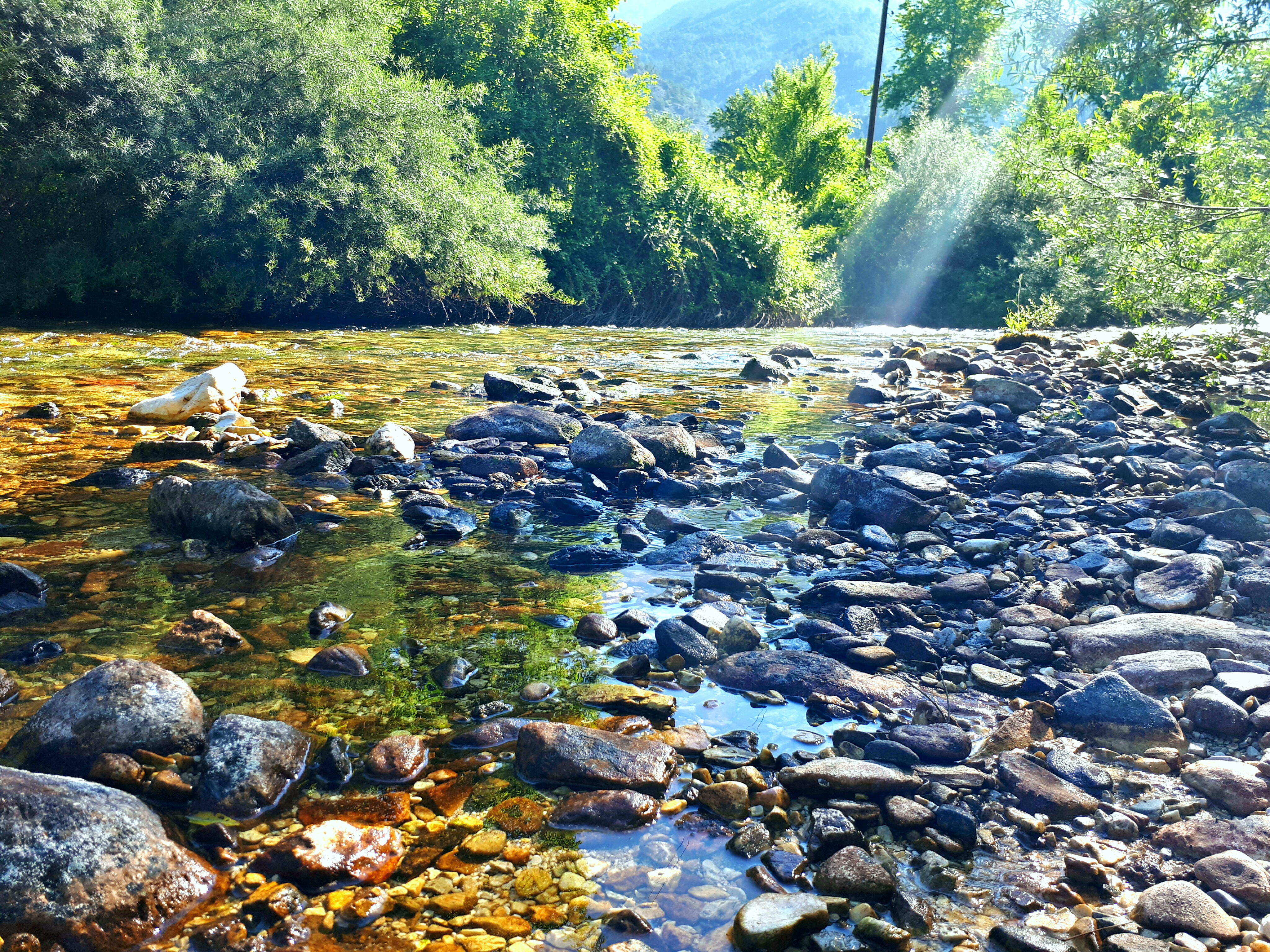
Вид на річку
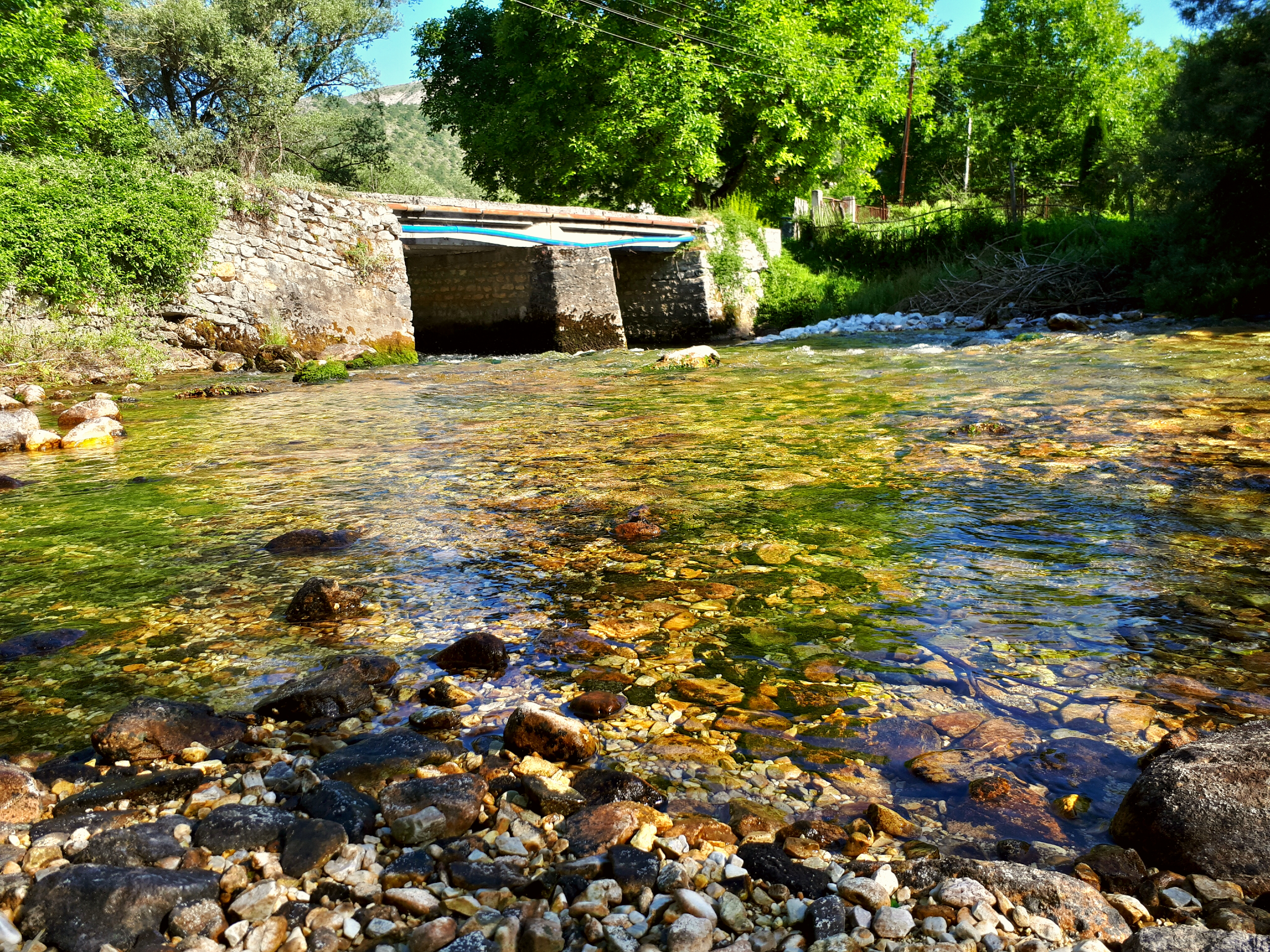
Річка через село Белиця